# Chuna Wolfsthal
Chuna Wolfsthal, także Chone, Chune, Chanan (ur. 9 grudnia 1851 w Tyśmienicy, zm. 19 grudnia 1924 we Lwowie lub Tarnopolu) – polski kompozytor, wiolonczelista i dyrygent pochodzenia żydowskiego.

## Życiorys
Był synem synagogalnego kantora. Przypuszczalnie był samoukiem, w młodości grywał w zespołach klezmerskich oraz w orkiestrze wojskowej. Wspólnie z braćmi założył orkiestrę, z którą dawał koncerty na terenie Galicji. W latach 1901–1903 prowadził własny zespół operetkowy, z którym grywał w miastach i miasteczkach Galicji i Bukowiny, a także występował w Berlinie i Budapeszcie. Był dyrygentem w teatrze żydowskim Jakuba Gimpla we Lwowie, a od 1903 roku w teatrze Abrahama Askelroda w Czerniowcach. Od 1914 roku występował przez pewien czas w Wiedniu i Berlinie, później osiadł w Tarnopolu, gdzie grał na weselach, w kawiarniach i synagogach. Zmarł w biedzie.
Komponował operetki nawiązujące do twórczości Johanna Straussa mł. i Franza von Suppégo, m.in. Der tajfl als regent, Rabi Jehuda Halevy, Der komiszer bal, Bas Jeruszalaim, Di Małke Szwo, Fluch der Libe, Ibn Ezra, Di draj matones, Bustenaj. Pisał też muzykę teatralną, tańce, marsze i pieśni.